# Papilio glaucus
Papilio glaucus is een vlinder uit de familie van de pages (Papilionidae).

## Kenmerken
De mannelijke vlinders zijn altijd geel met zwart terwijl er van de vrouwtjes twee vormen voorkomen. In het zuidelijke deel komen vrouwtjes voor die blauw tot bijna zwart van kleur zijn en daardoor lijken op de giftige Battus philenor. Ze ondervinden daardoor enige bescherming tegen vijanden. De spanwijdte bedraagt tussen de 92 en 165 millimeter.

## Leefwijze
De waardplanten van de rupsen zijn met name soorten uit de geslachten Prunus, Populus en Fraxinus. De rupsen zitten hoog in de kruinen van deze bomen.

## Verspreiding en leefgebied
Het verspreidingsgebied beslaat het gematigde deel van Noord-Amerika in parken en tuinen. De vliegtijd in het noordelijk deel van het verspreidingsgebied loopt van mei tot en met september, er zijn dan twee generaties. In het zuiden komen drie generaties per jaar voor die vliegen van februari tot in november.

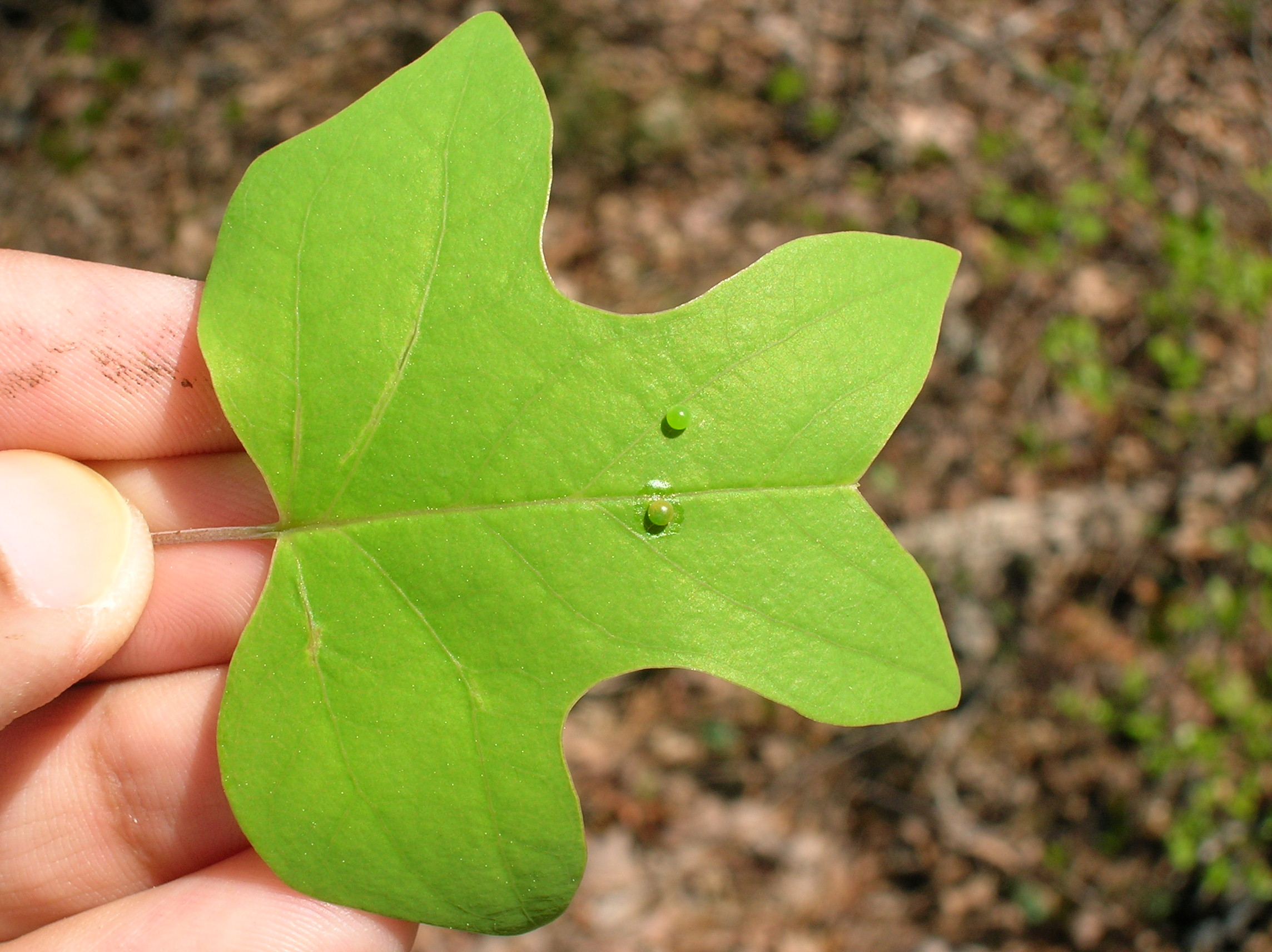
Eitjes op een blad
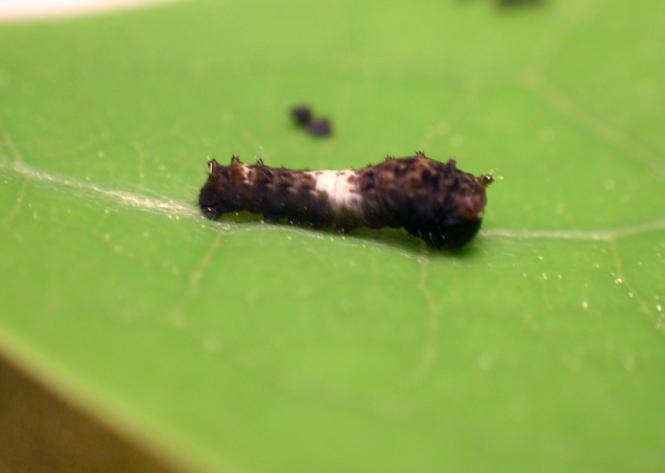
Rups
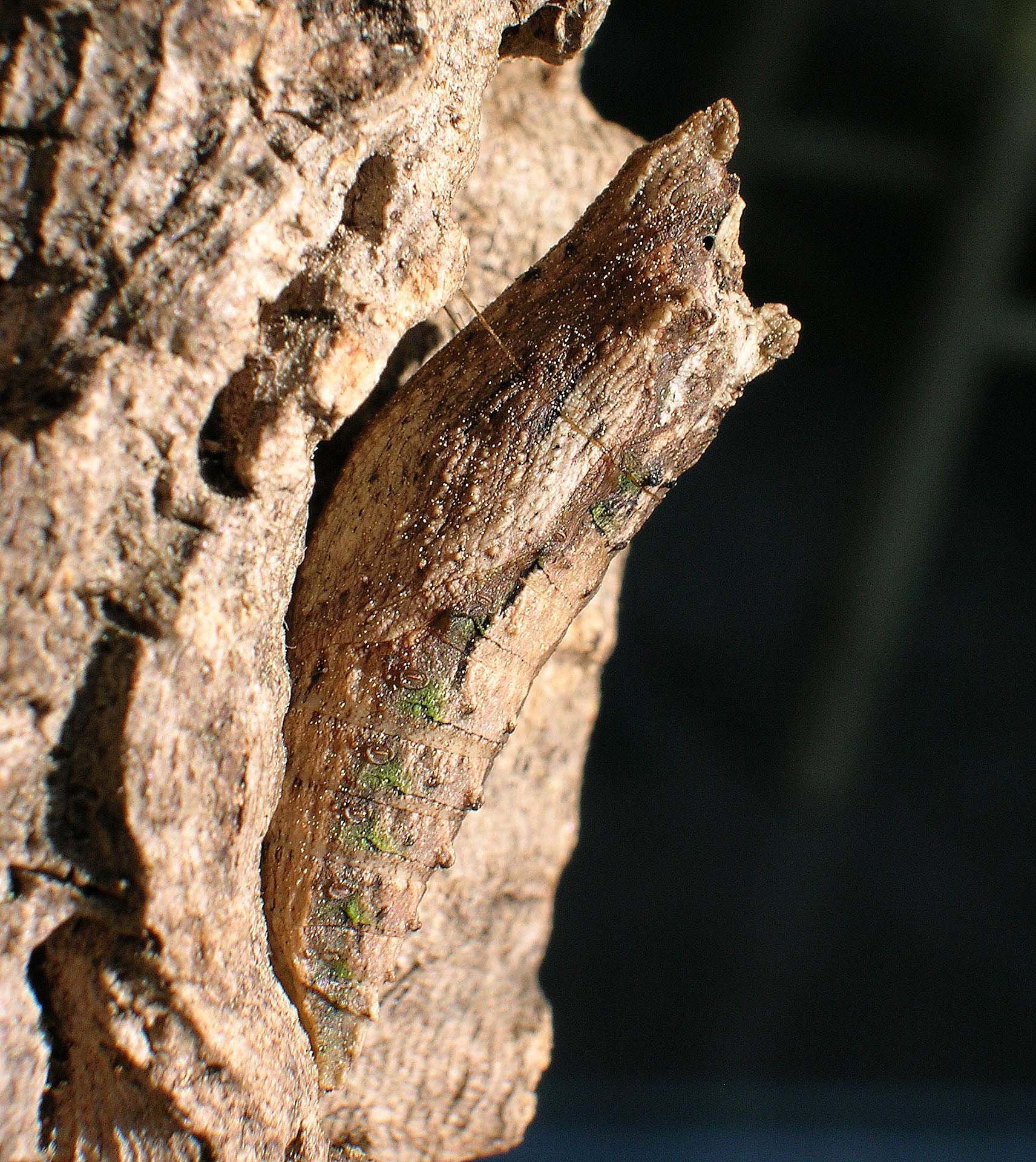
Pop
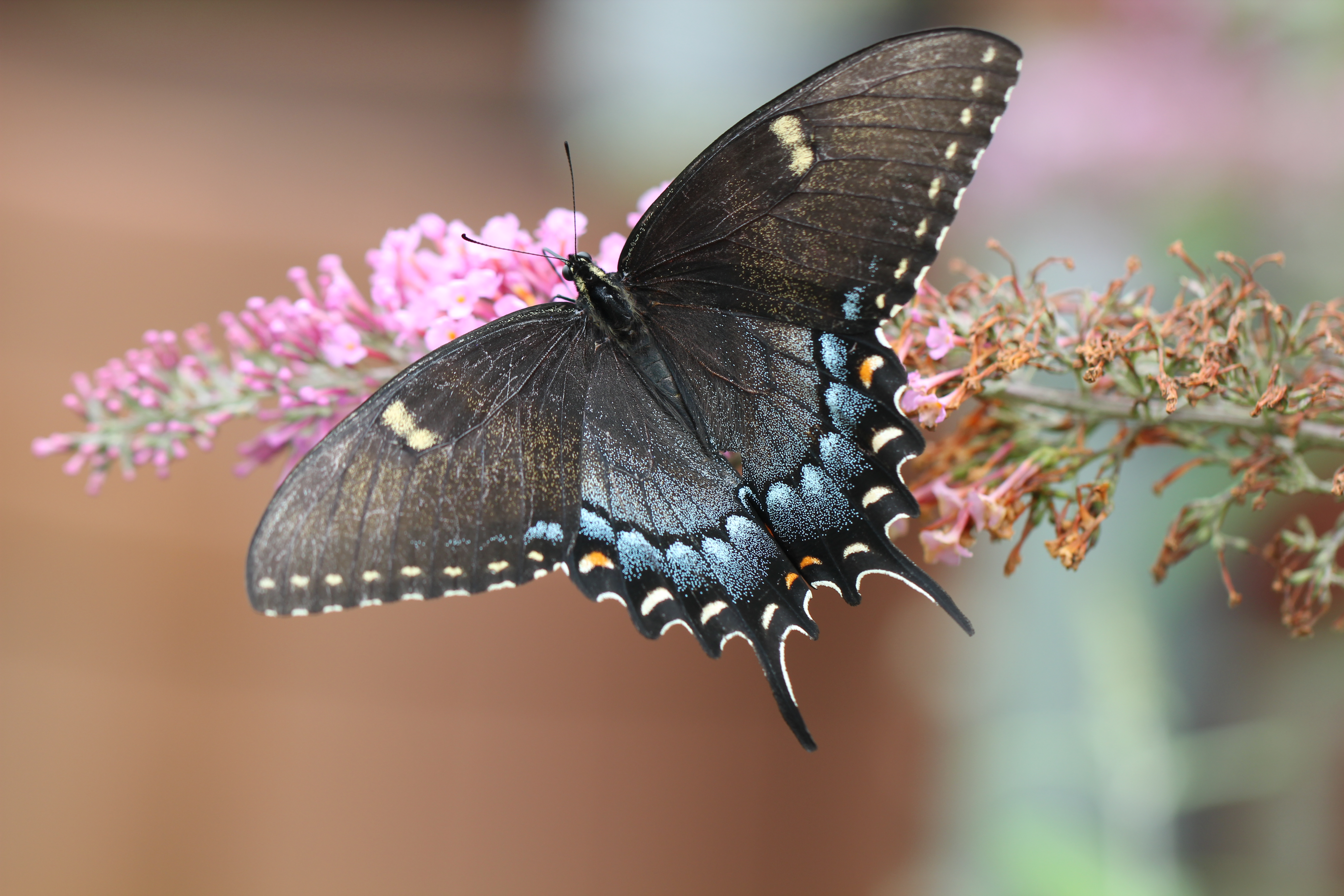
Vrouwtje (zwarte variant)